# John Jacob Rhodes III

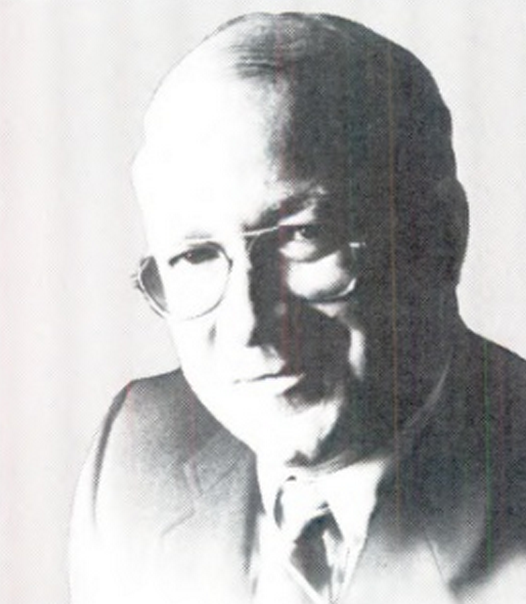
John Jacob Rhodes III (um 1989)

John Jacob Rhodes III (* 8. September 1943 in Mesa, Arizona; † 20. Januar 2011 in Washington, D.C.) war ein US-amerikanischer Politiker. Von 1987 bis 1993 vertrat er den ersten Kongresswahlbezirk des Bundesstaats Arizona im US-Repräsentantenhaus.

## Leben
John Rhodes III war der Sohn von John Jacob Rhodes, der zwischen 1953 und 1983 den ersten Wahlkreis von Arizona im US-Repräsentantenhaus vertrat. Er besuchte bis 1961 die Landon School in Bethesda (Maryland). Danach studierte er bis 1965 an der Yale University. Nach einem anschließenden Jurastudium an der University of Arizona wurde er im Jahr 1968 als Rechtsanwalt zugelassen. Daraufhin begann er in Mesa in seinem neuen Beruf zu arbeiten. Von 1968 bis 1970 war er als Hauptmann der US-Armee im Vietnamkrieg eingesetzt.
Rhodes wurde wie sein Vater Mitglied der Republikanischen Partei. Von 1972 bis 1982 war er Bezirksvorsitzender seiner Partei. Von 1973 bis 1976 gehörte er dem Bildungsausschuss von Mesa an. Zwischen 1983 und 1986 arbeitete er für die Wasserversorgung in Zentral-Arizona („Central Arizona Water Conservation District“).
Bei den Kongresswahlen des Jahres 1986 wurde er als Nachfolger von John McCain in das US-Repräsentantenhaus gewählt. Damit übernahm er den Sitz, den sein Vater bis 1983 30 Jahre lang innegehabt hatte. Dieses Mandat übte er über drei Legislaturperioden vom 3. Januar 1987 bis zum 3. Januar 1993 aus. 1992 wurde er nicht wiedergewählt und sein Sitz fiel an Sam Coppersmith, den Kandidaten der Demokratischen Partei.